# هرمزدیشت
هرمزد یشت نخستین یشت موجود در کتاب اوستا می‌باشد که با نام خدای دین زرتشتی یعنی هورمزد آغاز می‌شود. مجموعاً دارای سی‌ و سه کرده‌ است.هرمزدیشت در ستایش خداوند سروده شده‌است.

## نمونه‌ای از هرمزدیشت
از کرده دوازدهم
پشتیبان نام من است.
آفریننده و نگاهبان نام من است.
شناسنده و سپندترین مینو نام من است.
چاره بخش نام من است.
چاره‌بخش‌ترین نام من است.
پیشوا نام من است.
بهترین پیشوا نام من است.
اَهوره نام من است.
مَزدا نام من است.
اَشَوَن نام من است.
اَشَوَن‌ترین نام من است.
فَرِهمند نام من است.
فَرِهمندترین نام من است.
بسیار بینا نام من است.
بسیار بیناتر نام من است.
دور بیننده نام من است.
دور بینندهتر نام من است.

### کرده چهارم
این است پیروزمندترین و چاره‌بخش‌ترین چیزها
این است آن‌چه بر دشمنی ِدیوان و مردمان دُروَند چیره شود. این است آن‌چه در سراسر جهان اَستومَند، بیشتر در اندیشه مردمان کارگر افتد.
این است آن‌چه در سراسر جهان اَستومَند، بهتر نهادِ مردمان را پاک کند.

## منبع
- پایگاه پژوهشی آریابوم هرمزدیشت فارسی.بازدید در ۱۹ ژوئن ۲۰۱۱